# Culex dolosus
Culex dolosus är en tvåvingeart som först beskrevs av Lynch Arribalzaga 1891.  Culex dolosus ingår i släktet Culex och familjen stickmyggor. Inga underarter finns listade i Catalogue of Life.